# Elena Ledda
Pour les articles homonymes, voir Ledda.
Elena Ledda, née le 17 mai 1959 à Selargius, est une chanteuse italienne d'expression sarde.

## Biographie
Née à Selargius, près de Cagliari, Elena Ledda a poursuivi des études au conservatoire de hautbois et de chant.
Sa voix de soprano convenait à l'opéra, qu'elle a joué au début de sa carrière, mais elle a été attirée par le chant folklorique de sa Sardaigne natale et a enregistré principalement dans ce genre.
Elle a été choisie par le réalisateur sarde, Gianfranco Cabiddu, pour être la voix principale de son projet de mix musique/cinématique en direct, Sonos de Memoria, mettant en vedette des séquences de films de la Sardaigne des années 1930 et des musiciens sardes contemporains comme Paolo Fresu.
En 2006, Elena Ledda a participé à Visioni di Sardegna, écrit et produit par Mauro Palmas, qui a restauré des séquences de films de Sardaigne de l'Institut Luce, et a réuni 18 musiciens sous la direction du directeur de la RAI TV, Rodolfo Roberti. La chanteuse grecque Savína Yannátou a participé au projet.
Fin mars 2006, sa collaboration avec Savína Yannátou a donné lieu à une série de dix concerts au club Half Note d'Athènes et a abouti à un CD ( Tutti Baci, Lyra 1095).
Les collaborations de Ledda incluent Lester Bowie, la chanteuse israélienne Noa, Maria del Mar Bonet (Majorque), Paolo Fresu, Andreas Vollenweider, Don Cherry et Naná Vasconcelos. En 2005 elle a collaboré avec le violoniste napolitain Lino Cannavacciuolo (it) pour son CD Amargura .
Andy Kershaw de la BBC a déclaré à propos de Ledda : « J'ai planifié un voyage dans le sud pour faire un programme sur la musique sarde, presque uniquement sur la base d'un CD que l'on m'a donné de la voix d'Elena. Nous sommes allés en Sardaigne et j'ai été époustouflé. Elena et son groupe font de la musique traditionnelle de Sardaigne  clairement enraciné dans la tradition sarde, mais si moderne » .
Elena Ledda se produit avec son quintet sur les scènes italiennes et étrangères ,.

## Discographie
- 1979 : Ammentos
- 1984 : Est Arrosas
- 1989 : Sonos
- 1993 : Incanti
- 2000 : Maremannou
- 2005 : Amargura
- 2018 : Lantias[5]